# Henter Kálmán
Henter Kálmán (Hosszúfalu, 1910. szeptember 25. – Marosvásárhely, 1984. március 27.) erdélyi magyar orvos, szemész.

## Életpályája
A marosvásárhelyi Római Katolikus Gimnáziumban érettségizett (1928), oklevelét a kolozsvári egyetemen nyerte (1935), ugyanott a szemészeti klinikán kezdte pályáját (1940–44). Az orvosi kar átköltözése után Marosvásárhelyen a Szemészeti Klinikán tanársegéd, adjunktus, 1957-től nyugalomba vonulásáig (1973) főorvos.
Szakközleményeit az Erdélyi Múzeum-Egyesület orvostudományi Értesítője, Orvosi Szemle, Oftalmologie s más hazai és külföldi folyóiratok, köztük a budapesti Szemészet közölte. Ezekben a hályogműtétek előkészítésével és technikájával, a szürke hályog kezelésével, e betegség korai megelőző terápiájával foglalkozott. Fugulyán Gergely és Simó Ferenc társszerzőségében eredeti módszert dolgozott ki a sympathiás szemgyulladás kezelésére, s azt más érhártyagyulladások esetében is jó eredménnyel alkalmazta. Több dolgozata a retinaleválásokat és a makulaszakadás konzervált szövettel történő befolyásolását tárgyalja. Leírta a szülészeti kora-újszülött osztályon észlelt, külső okokra visszavezethető, halmozottan előforduló zöld hályog formát és gyógyítását.
Társszerzője a Vasile Săbădeanu szerkesztésében megjelent Oftalmologia című jegyzetnek (Marosvásárhely 1952), valamint a Dumitru Manolescu gondozta Curs de oftalmologie című egységes tankönyvnek (1955).